# Okręty podwodne typu Sargo
Okręty podwodne typu Sargo – typ amerykańskich okrętów podwodnych, budowanych w latach 1937–1939. Typ Sargo należał do międzywojennej grupy typów okrętów amerykańskich określanych jako  fleet submarine, których zadaniem na wypadek wojny - według amerykańskiej koncepcji strategicznej - miało być towarzyszenie i poprzedzanie (scouting) ciężkich jednostek nawodnych floty. 10 wybudowanych jednostek tego typu wzięły udział w wojnie podwodnej w ramach wojny na Pacyfiku. USS "Swordfish" był pierwszym okrętem podwodnym, który podczas II wojny światowej zatopił japoński statek, miało to miejsce 16 grudnia 1941 r. Następcą okrętów podwodnych typu Sargo był typ Tambor.

## Okręty
Lista okrętów podwodnych typu Sargo:
- (SS-188) USS "Sargo"
- (SS-189) USS "Saury"
- (SS-190) USS "Spearfish"
- (SS-191) USS "Sculpin" † 19 listopada 1943
- (SS-192) USS "Sailfish" (ex-"Squalus")"
- (SS-193) USS "Swordfish" † 12 lutego 1945
- (SS-194) USS "Seadragon"
- (SS-195) USS "Sealion" † 10 grudnia 1941
- (SS-196) USS "Searaven"
- (SS-197) USS "Seawolf" † 3 października 1944